# Валентин Карабашев
Валентин Стефанов Карабашев (1960-2017) е български икономист и политик.

## Биография

### Ранен живот и образование
Валентин Карабашев е роден на 4 юли 1960 г. в град София, България. Завършил е Немската гимназия в София. През 1987 година завършва външна търговия в Икономически университет в Будапеща. От 1989 до 1991 г. е аспирант в Икономическия институт при БАН. Починал от инфаркт на 22 януари 2017 г., докато е карал ски на Боровец.

### Политическа кариера
В периода 1990 – 1995 г. е член на Алтернативната социалистическа партия, която е преименувана на Алтернативна социаллиберална партия през 1991 г. АСП е член на СДС в периода 1990-1992 г.
Народен представител е в XXXVI народно събрание, избран с листата на СДС. В XXXVI народно събрание е председател на Подкомисията по приватизация към Икономическата комисия. Съавтор и съвносител е на първия приватизационен закон в България. През януари 1993 г. е изключен от СДС. В периода 1992 – 1994 година е заместник министър-председател и министър на търговията.

### Бизнес кариера
Между 1996 и 2000 година е изпълнителен директор на „Златен лев“ АД, а между 2000 и 2005 година е изпълнителен директор на първото в България лицензирано управляващо дружество „Златен лев капитал“ АД. През 2005 година учредява управляващото дружество „Сентинел Асет Мениджмънт“ АД и „Булленд Инвестмънтс“ АДСИЦ, чийто изпълнителен директор е до 2012 г. През февруари 2013 г. учредява дружеството за инвестиции в земеделска земя „Риъл Булленд“ АД.